# Scherut

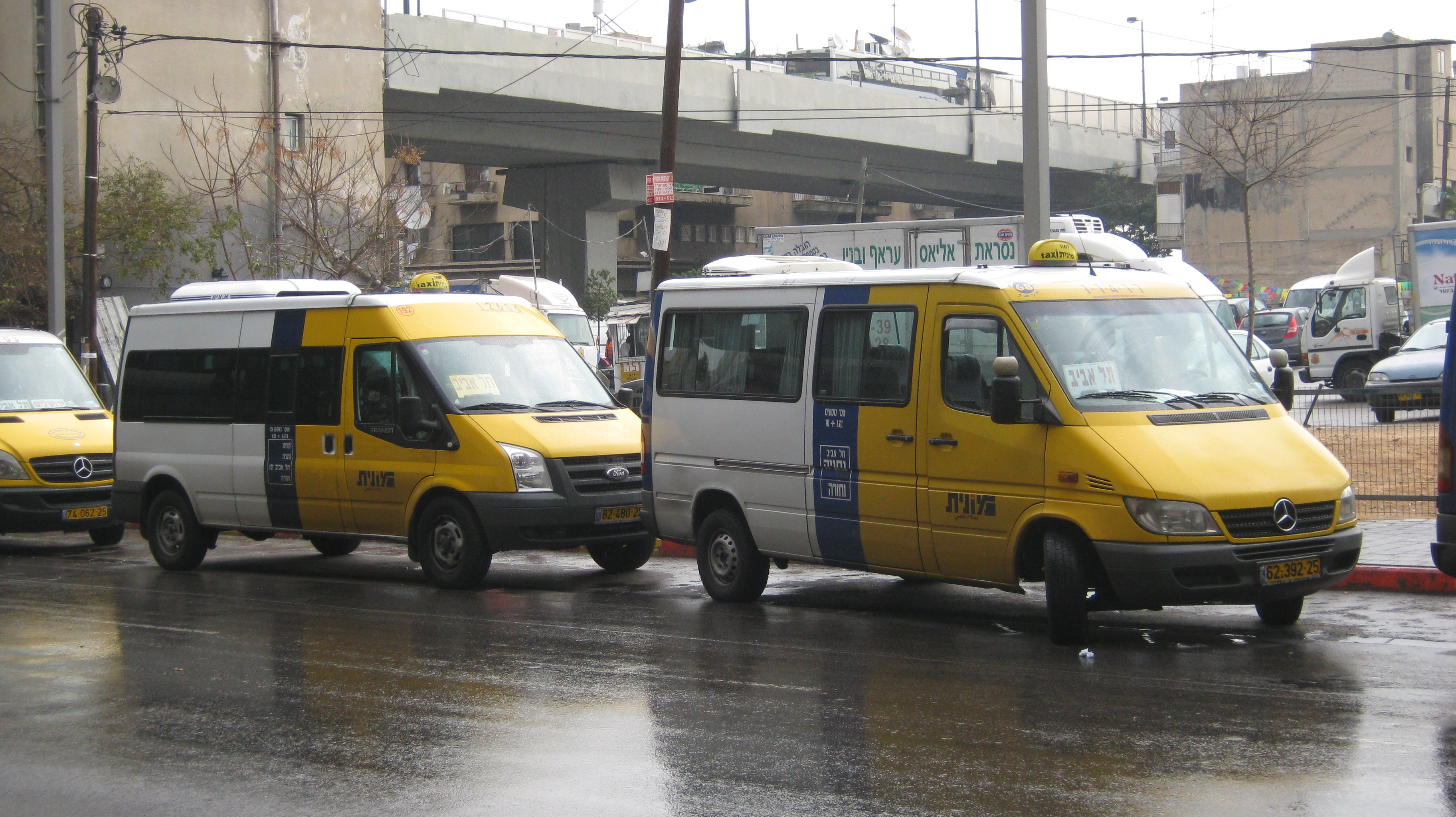
Scheruts in Tel Aviv

Ein Scherut ist eine Art Sammeltaxi in Israel, das auf einer festen Route verkehrt.

## Wortherkunft
Scherut (שירות) ist Hebräisch und bedeutet auf Deutsch Service oder Dienst (ofz. מונית שירות Monit Scherut; etwa Servicetaxi).

## Das System Scherut
Scheruts werden für den öffentlichen Personennah- und Fernverkehr eingesetzt.

### Nahverkehr
Scheruts im Nahverkehr fahren auf festgelegten Linien. Die Scheruts sind deutlich mit einer Liniennummer gekennzeichnet. Die Scheruts bedienen die Strecken rund um die Uhr, nachts und am Schabbat jedoch mit verminderter Fahrzeuganzahl.
Fahrgäste winken dem Scherut einfach auf offener Straße zu, dieses hält dann an und ermöglicht dem Passagier den Einstieg. Passagiere bezahlen meist nicht direkt bei Einsteigen, sondern erst nachdem sie sich einen Platz im Scherut gesucht haben. Das Fahrgeld wird dafür einfach von Fahrgast zu Fahrgast bis zum Fahrer gereicht. Zum Aussteigen bittet der Fahrgast den Fahrer einfach an der gewünschten Stelle anzuhalten. In Tel Aviv kostet eine Fahrt beliebiger Länge mit einem Scherut 7 NIS (~1,40 Euro).

### Fernverkehr
Scheruts im Fernverkehr fahren rund um die Uhr, an 7 Tagen zwischen einigen größeren Städten von festgelegten Abfahrtplätzen hin und her. Die Abfahrt erfolgt grundsätzlich erst dann, wenn das Fahrzeug voll besetzt ist. Wünschen die Fahrgäste eine frühere Abfahrt, muss das Fahrgeld für die fehlenden Personen durch die Anzahl der Mitfahrer geteilt werden und zusätzlich zum vorher abgemachten und entrichteten Fahrpreis gezahlt werden.

## Fahrzeuge
Die Scheruts sind relativ moderne Kleinbusse. Neben dem Sitz für den Fahrer gibt es etwa zehn Sitzplätze für Passagiere. Das Ein- und Aussteigen erfolgt meistens durch die Beifahrertür, die vom Fahrer mittels eines Gestänges und einem Griff geöffnet werden kann. Bei Scheruts, die für den Fernverkehr eingesetzt werden, kommen auch Chevrolets oder VW-Busse mit sich automatisch öffnender Schiebetür zum Einsatz. Hauptsächlich kommen jedoch die Fahrzeugmodelle Ford Transit oder Mercedes-Benz Sprinter mit manueller Öffnung der Seitentür zum Einsatz. Die meisten Scheruts sind mit Dreipunkt-Sicherheitsgurten für die Fahrgäste ausgestattet, die aber so gut wie nie benutzt werden. Jedes Scherut verfügt über eine leistungsstarke Klimaanlage.

## Bedeutung der Scheruts
Die Scheruts sind in Israel von großer Bedeutung und wichtiger Bestandteil des öffentlichen Personennah- und Fernverkehrs. Gerade nachts oder am Shabat sind die Scheruts die einzige Reisemöglichkeit für Menschen, denen kein Fahrzeug zur Verfügung steht.

## Trivia
Aus dem Singular Scherut kann im Hebräischen der Plural Scherutim gebildet werden, das nicht als Taxen, sondern als Toiletten übersetzt wird.
Der deutsche Kurzfilm Sherut Taxi spielt in einem Scherut.